# 울산광역시의 코로나19 범유행
다음은 울산광역시에서의 코로나19 범유행의 설명이다.

## 경과
2월 22일 첫 확진자가 발생했다. 20대 대구 초등교사로 확진 판정을 받았고 울산대학교병원에서 이송되었다.
2020년 4월~2023년 5월 사망자가 534명이 되었으며 남구, 울주군, 동구, 중구, 북구에서 첫 코로나 사망자가 발생하였다. 울산대학교병원이나, 요양병원에서 사망하였다.
2022년 2월 4일, 울산광역시 누적 확진자가 1만명을 돌파하였다.
2022년 2월 17일, 울산광역시 누적 확진자가 2만명을 돌파하였다.
2022년 2월 17일, 울산광역시 누적 확진자가 3만명을 돌파하였다.
2022년 2월 25일, 울산광역시 누적 확진자가 4만명을 돌파하였다.
2022년 3월 1일, 울산광역시 누적 확진자가 5만명을 돌파하였다.
2022년 3월 3일, 울산광역시 누적 확진자가 6만명을 돌파하였다.
2022년 3월 5일, 울산광역시 누적 확진자가 7만명을 돌파하였다.
2022년 3월 7일, 울산광역시 누적 확진자가 8만명을 돌파하였다.
2022년 3월 9일, 울산광역시 누적 확진자가 9만명을 돌파하였다.
2022년 3월 10일, 울산광역시 누적 확진자가 10만명을 돌파하였다.
2022년 3월 17일, 울산광역시 누적 확진자가 15만명을 돌파하였다.
2022년 3월 23일, 울산광역시 누적 확진자가 20만명을 돌파하였다.
2022년 3월 29일, 울산광역시 누적 확진자가 25만명을 돌파하였다.
2022년 4월 7일, 울산광역시 누적 확진자가 30만명을 돌파하였다.
2022년 7월 20일, 울산광역시 누적 확진자가 40만명을 돌파하였다.
2022년 8월 28일, 울산광역시 누적 확진자가 50만명을 돌파하였다.
2022년 12월 21일, 울산광역시 누적 확진자가 60만명을 돌파하였다.